# The Insider
The Insider — латиське інтернет-видання, що спеціалізується на журналістських розслідуваннях, викритті фальшивих новин та перевірці фактів. Інтернет-видання має такі розділи: «Корупція», «Суспільство», «Політика», «Економіка».

## Історія
Засноване у листопаді 2013 року членом руху «Солідарність», журналістом та політичним активістом ліберально-демократичного спрямування Романом Доброхотовим. Головний редактор видання — Андріс Янсонс. Редакція розташовується в Ризі, Латвія.
23 липня 2021 року Міністерство юстиції Росії включило юридичну особу The Insider SIA (адміністратор доменного імені інтернет-видання The Insider) до Реєстру іноземних засобів масової інформації, що виконують функції «іноземного агента». 14 грудня 2021 року суд у Москві зобов'язав видання виплатити 1 мільйон рублів. 15 липня 2022 року видання було заборонено в Росії разом із Bellingcat. Після цього обмеження будь-який російський громадянин, який допомагає Bellingcat або The Insider, може бути притягнутий до кримінальної відповідальності; їм також буде заборонено цитувати їхні публікації. Генпрокуратура Росії заявила, що їх заборонили через «загрозу безпеці Російської Федерації».

## Розслідування

### Отруєння Сергія та Юлії Скрипаль
У вересні 2018 року у співпраці з Bellingcat Еліота Хіггінса та BBC Newsnight The Insider опублікував імовірно копії службових документів Федеральної міграційної служби Росії (ФМС) із заявою про видачу паспорта на ім'я Олександра Петрова, одного з підозрюваних британською владою в отруєнні Сергія і Юлії Скрипаль, які можуть вказувати на його зв'язок з російськими спецслужбами. При цьому Російська служба Бі-бі-сі вказала, що за інформацією колишніх співробітників ФМС, печатки на опублікованих документах говорять про те, що це дійсно документи, які використовуються «при заміні або видачі паспорта», але сама служба не може підтвердити їхню справжність, зазначаючи, що за повідомленням The Insider, ці матеріали отримали з російської поліції. Журналіст інтернет-видання Meduza Ольга Кореліна зазначила, що сам Доброхотов заявив, що не знає, як отримані особисті дані «Боширова» та «Петрова», і що сам він «ніяких законів не порушував», а відомості, що здобули популярність The Insider одержало від Bellingcat, якому на редакційну пошту неназвані особи надіслали файл із фотографією «Боширова» з інформаційної автоматизованої системи «Російський паспорт». The Insider також вважає, що третій учасник отруєння Скрипаля був пов'язаний з отруєнням болгарського бізнесмена Еміліана Гебрева у 2015 році.

### Вбивство Зелімхана Хангошвілі
У лютому 2020 року The Insider спільно з Bellingcat та Der Spiegel заявили, що вбивство Зелімхана Хангошвілі в Берліні в серпні 2019 року було організовано спецпідрозділом ФСБ «Вимпел». Заявили, що Центр спеціальних призначень ФСБ готував кілера-рецидивіста Вадима Красікова для цього вбивства, а також повідомили деякі подробиці переміщень Красікова Європою.

### Катастрофа Boeing 777 у Донецькій області
У квітні 2020 року The Insider, Bellingcat і BBC за результатами незалежного розслідування назвали головною особою, причетною до краху малайзійського Boeing, генерала ФСБ Росії. The Insider написав, що вони використовували технологію порівняння голосу, інформацію про поїздки та телефонні записи, щоб встановити особистість людини. Журналісти видання зв'язалися з професором Каталіном Григорасом із Національного центру медіакриміналістики Університету Колорадо в Денвері і попросили його провести аналіз аудіозаписів на збіг, у результаті якого коефіцієнт відповідності (LR) становив 94.
У листопаді 2020 року The Insider і Bellingcat заявили, що Головне управління Генерального штабу Росії координувало діяльність медіапроєкту Bonanza Media, який розповсюджував фейки про катастрофу малайзійського «Боїнга» на сході України.

### Отруєння Олексія Навального у 2020 році
У жовтні 2020 року, після того, як деякі європейські структури та ЗМІ заявили про отруєння опозиціонера Олексія Навального хімічною зброєю «Новичок», The Insider, Bellingcat, Der Spiegel та Radio Liberty провели спільне розслідування, за результатами якого група заявила, що незважаючи на те, що офіційно Росія заявила про те, що позбавилася хімічної зброї у 2017 році, вона «не тільки не знищила хімічну зброю, а й продовжує розробляти та виробляти її для потреб спецслужб». Розслідувальна група також повідомила, що встановила, які вчені та державні структури були задіяні у розробці «Новичка», їх зв'язок між собою та передбачувану форму випуску хімічної зброї.
У грудні 2020 року за результатами розслідування Bellingcat, The Insider та CNN за участю Der Spiegel та ФБК дійшли висновку, що замах на Олексія Навального вчинила в Томську група оперативників ФСБ із секретного підрозділу відомства, яка діяла під прикриттям Інституту криміналістики ФСБ. 17 грудня 2020 року Володимир Путін, відповідаючи на питання про розслідування, назвав його «легалізацією матеріалів американських спецслужб», додавши, що іноземні спецслужби використовують геолокацію для стеження в Росії.
У січні 2021 року розслідування було доповнено. Bellingcat, The Insider за участю Der Spiegel, провівши аналіз даних, заявили, що та ж група оперативників ФСБ ліквідувала ще мінімум трьох людей — журналіста Тимура Куашева, активіста Руслана Магомедрагимова та Микити Ісаєва (лідера руху Нова Росія).

### Отруєння Володимира Кара-Мурзи
11 лютого 2021 року було опубліковано розслідування The Insider та Bellingcat, згідно з висновками якого ті ж співробітники НДІ-2 ФСБ (Інституту криміналістики ФСБ), які, за даними попередніх розслідувань, були причетні до отруєння Навального, причетні також до двох спроб отруєння російського політика і журналіста Володимира Кара-Мурзи у 2015 та у 2017 роках. Стверджується, що співробітники «лабораторії» НДІ-2 діяли спільно з Другою службою ФСБ (Служба захисту конституційного ладу та боротьби з тероризмом). Керівником програми ФСБ з отруєнь автори розслідування називають заступника начальника НДІ-2 полковника Макшакова, а куратором отруєнь Навального та Кара-Мурзи — старшого офіцера Другої служби ФСБ Романа Михайловича Мезенцева.

### Вагнергейт
Міжнародна група розслідувачів Bellingcat повідомила 13 листопада 2021 року, що на початку наступного тижня оприлюднить своє розслідування щодо затримання в липні 2020 року під Мінськом групи з понад 30 росіян, причетних до так званої «приватної військової компанії Вагнера».
17 листопада 2021 р. Bellingcat та The Insider оприлюднили розслідування унікальної операції спецслужб України, під час якої намагались вивезти з Росії бойовиків ПВК «Вагнер», причетних до військових злочинів на Донбасі.

### Гаванський синдром
1 квітня 2024 року The Insider опублікував спільне розслідування з Der Spiegel і 60 Minutes, у якому доводиться, що «Гаванський синдром», який упродовж 10 років калічить американських дипломатів, чиновників і розвідників по всьому світу, викликаний секретною нелетальною акустичною зброєю ГРУ. Розслідувачам вдалося виявити, що час і місце атак корелюють із поїздками співробітників ГРУ з військової частини 29155, яку раніше пов'язували з отруєннями «Новачком» Сергія і Юлії Скрипаль у Великій Британії та бізнесмена Омеляна Гебрева в Болгарії.

### Інші розслідування
- Про вибух на складі боєприпасів у Чехії 16 жовтня і 3 грудня 2014 року, внаслідок якого загинули двоє людей. Розслідування опубліковано 20 квітня 2021 року[61].
- Про отруєння письменника Дмитра Бикова у квітні 2019 року. Розслідування опубліковано 9 червня 2021 року[62].
- У лютому 2017 року The Insider передав депутату Державної думи Наталі Поклонській документи про схему фінансування фільму «Матильда», які вона надалі направила до Слідчого комітету РФ з проханням про порушення кримінальної справи про корупцію[63][64].
- Про те, що перед убивством Бориса Нємцова за ним протягом багатьох місяців їздили співробітники УЗКС ФСБ, деякі з яких, за даними інших розслідувань, причетні до отруєнь Володимира Кара-Мурзи, Дмитра Бикова та Олексія Навального. Розслідування опубліковано 28 березня 2022 року[65].
- Про нову хвилю отруєнь у Європі після початку вторгнення Росії в Україну. Восени 2022 року було отруєно журналістку «Нової газети» Олену Костюченко[ru], за тиждень по тому з практично ідентичними симптомами зіткнулася журналістка «Еха Москви» Ірина Баблоян[ru], а навесні 2023 року нейротоксичною речовиною було отруєно главу фонду «Вільна Росія» Наталію Арно. Розслідування опубліковано 15 серпня 2023 року[66].

## Фінансування
За даними журналу Der Spiegel, проєкт фінансується пожертвуваннями та «іноземними стипендіями». На початок 2019 проєкту були необхідні близько десяти тисяч доларів на місяць.

## Нагороди
10 листопада 2017 року The Insider отримав Премію за інновації в демократії Всесвітнього форуму за демократію Ради Європи з наступним формулюванням:
The Insider — це розслідувальне видання, яке прагне надати своїм читачам інформацію про нинішню політичну, економічну та соціальну ситуацію в Росії, просуваючи при цьому демократичні цінності та висвітлюючи питання, пов'язані з правами людини та громадянським суспільством. Крім цього, The Insider здійснює проєкт «Антифейк», завдання якого — систематичне викриття брехливих новин у російських ЗМІ, що допомагає його аудиторії відрізняти дійсну інформацію від брехливих новин та пропаганди.
У травні 2019 року журналісти видань The Insider та Bellingcat отримали Премію Європейської преси за встановлення особи двох чоловіків, ймовірно відповідальних за отруєння Сергія та Юлії Скрипаль.
У серпні 2019 року The Insider був нагороджений премією імені Герда Буцеріуса «Вільна преса Східної Європи».
Журналісти The Insider двічі отримували премію «Редколегія»: у травні 2019 року Борис Грозовський отримав її за статтю «„Заклики до боротьби з рабством загрожують державному ладу“. Як влаштований ринок „експертів“ на службі в СК», а в лютому 2021 року Роман Доброхотов був нагороджений за статтю «Контрсанкції. Як співробітники ФСБ намагалися отруїти Володимира Кара-Мурзу».

## Критика
За даними видання «Рідус», у 2017 році були злиті дані листування Романа Доброхотова з хакерською групою «Анонімний інтернаціонал». «Рідус» заявив, що їхнє джерело в МВС підтвердило справжність листування. Також видання звинуватило The Insider в активній публікації матеріалів групи з 2013 до 2017 року.